# Oceano da Cruz
Oceano Andrade da Cruz (São Vicente, 29 luglio 1962) è un allenatore di calcio ed ex calciatore capoverdiano naturalizzato portoghese, di ruolo centrocampista.

## Carriera

### Giocatore

#### Club
La famiglia Da Cruz è emigrata da Capo Verde in Portogallo quando Oceano era ancora un bambino. Ha iniziato la carriera nell'Almada, prima di trasferirsi al Nacional.

Oceano (a destra) allo Sporting Lisbona nel 1991, contrastato dalla punta bolognese Waas nell'andata dei quarti di Coppa UEFA.

Successivamente, è stato acquistato dallo Sporting, per il quale ha giocato dal 1984 al 1990 e, in seguito, dal 1994 al 1998, dove è sempre risultato tra i migliori calciatori del Portogallo, nonostante il suo club non abbia mai vinto né un campionato, né una coppa nazionale. Ha giocato per la Real Sociedad, confermandosi come uno dei migliori centrocampisti.
Dopo essere tornato allo Sporting, si è trasferito al Tolosa per chiudere la carriera, al termine del campionato 1998-1999.

#### Nazionale
Ha ottenuto cinquantaquattro presenze per il Portogallo e ha segnato otto reti. La sua prima apparizione è datata 30 gennaio 1985, in una sconfitta per tre a due contro la Romania. L'ultima partita, invece, è stata la sconfitta (0-3) del 22 aprile 1998 con l'Inghilterra.
Comunque, è diventato un calciatore titolare della squadra soltanto negli anni 1990, quando ha acquistato un ruolo importante nella selezione portoghese e l'ha guidata al campionato d'Europa 1996, dove la squadra ha raggiunto i quarti di finale. È stato presente anche nelle qualificazioni per il campionato del mondo 1998, che il Portogallo non ha raggiunto.

### Allenatore
Dopo essersi ritirato come calciatore, nel 2009 diventa allenatore della Nazionale di calcio del Portogallo Under-21. In seguito ha guidato come vice allenatore lo Sporting Lisbona e l'União Leiria. Dopo aver guidato la squadra giovanile dello Sporting, il 5 ottobre 2012 viene promosso ad allenatore della prima squadra.

## Palmarès

### Giocatore

#### Competizioni nazionali
- Coppa del Portogallo: 1

Sporting Lisbona: 1994-1995
- Supercoppa di Portogallo: 2

Sporting Lisbona: 1987, 1995